# Теорема Ньютона — Лейбница
Формула Ньютона — Лейбница, или основная формула анализа, или формула Барроу даёт соотношение между двумя операциями: взятием интеграла Римана и вычислением первообразной.

## Формулировка
Классическая формулировка формулы Ньютона-Лейбница имеет следующий вид.
| Если функция {\displaystyle \textstyle f(x)} непрерывна на отрезке {\displaystyle \left[a,b\right]} и {\displaystyle \textstyle \Phi (x)} — любая её первообразная на этом отрезке, то имеет место равенство {\displaystyle \int \limits _{a}^{b}f(x)\,dx=\Phi (b)-\Phi (a)={\Bigg .}\Phi (x){\Bigg \|}_{a}^{b}} |

Пусть на отрезке {\displaystyle \left[a,b\right]} задана интегрируемая функция {\displaystyle \textstyle f}.
Зададим произвольное значение {\displaystyle \textstyle x\in \left[a,b\right]} и определим новую функцию {\displaystyle \textstyle F(x)=\int \limits _{a}^{x}f(t)\,dt}. Она определена для всех значений {\displaystyle \textstyle x\in \left[a,b\right]}, потому что мы знаем, что если существует интеграл от {\displaystyle \textstyle f} на {\displaystyle \left[a,b\right]}, то существует также интеграл от {\displaystyle \textstyle f} на {\displaystyle \left[a,x\right]}, где {\displaystyle a\leqslant x\leqslant b}. Напомним, что мы считаем по определению
{\displaystyle F(a)=\int \limits _{a}^{a}f(t)\,dt=0} (1)
Заметим, что
{\displaystyle F(b)=\int \limits _{a}^{b}f(t)\,dt}
Покажем, что {\displaystyle \textstyle F} непрерывна на отрезке {\displaystyle \left[a,b\right]}. В самом деле, пусть {\displaystyle x,x+h\in \left[a,b\right]}; тогда
{\displaystyle F(x+h)-F(x)=\int \limits _{a}^{(x+h)}f(t)\,dt-\int \limits _{a}^{x}f(t)\,dt=\int \limits _{x}^{(x+h)}f(t)\,dt}
и если {\displaystyle K=sup|f(t)|,a\leqslant t\leqslant b}, то
{\displaystyle |F(x+h)-F(x)|\leqslant {\bigg |}\int \limits _{x}^{(x+h)}f(t)\,dt{\bigg |}\leqslant K|h|\to 0,h\to 0}
Таким образом, {\displaystyle \textstyle F} непрерывна на {\displaystyle \left[a,b\right]} независимо от того, имеет или не имеет {\displaystyle \textstyle f} разрывы; важно, что {\displaystyle \textstyle f} интегрируема на {\displaystyle \left[a,b\right]}.
Пусть теперь функция {\displaystyle \textstyle f} не только интегрируема на {\displaystyle \left[a,x\right]}, но непрерывна в точке {\displaystyle x\in \left[a,x\right]}. Докажем, что тогда {\displaystyle \textstyle F} имеет в этой точке производную, равную
{\displaystyle \textstyle F'(x)=f(x)} (2)
В самом деле, для указанной точки {\displaystyle \textstyle x}
{\displaystyle {\dfrac {F(x+h)-F(x)}{h}}={\dfrac {1}{h}}\int \limits _{x}^{x+h}f(t)\,dt={\dfrac {1}{h}}\int \limits _{x}^{x+h}(f(x)+\eta (t))\,dt}
{\displaystyle ={\dfrac {1}{h}}\int \limits _{x}^{x+h}f(x)\,dt+{\dfrac {1}{h}}\int \limits _{x}^{x+h}\eta (t)\,dt=f(x)+o} (1) ,{\displaystyle h\to 0} (3)
Мы положили {\displaystyle \textstyle f(t)=f(x)+\eta (t)}, а так как {\displaystyle \textstyle f(x)} постоянная относительно {\displaystyle \textstyle t}, то {\displaystyle \textstyle \int \limits _{x}^{x+h}f(x)\,dt=f(x)h}. Далее, в силу непрерывности {\displaystyle \textstyle f} в точке {\displaystyle \textstyle x} для всякого {\displaystyle \textstyle \varepsilon >0} можно указать такое {\displaystyle \textstyle \delta }, что {\displaystyle \textstyle |\eta (t)|<\varepsilon } для {\displaystyle \textstyle |x-t|<\delta }.
Поэтому
{\displaystyle \left|{\dfrac {1}{h}}\int \limits _{x}^{x+h}\eta (t)\,dt\right|\leqslant {\dfrac {1}{|h|}}|h|\varepsilon =\varepsilon ,|h|<\delta }
что доказывает, что левая часть этого неравенства есть о(1) при {\displaystyle \textstyle h\to 0}.
Переход к пределу в (3) при {\displaystyle \textstyle h\to 0} показывает существование производной от {\displaystyle \textstyle F} в точке {\displaystyle \textstyle x} и справедливость равенства (2). При {\displaystyle \textstyle x=a,b} речь здесь идёт соответственно о правой и левой производной.
Если функция {\displaystyle \textstyle f} непрерывна на {\displaystyle \left[a,b\right]}, то на основании доказанного выше соответствующая ей функция
{\displaystyle F(x)=\int \limits _{a}^{x}f(t)\,dt} (4)
имеет производную, равную {\displaystyle \textstyle f(x):F'(x)=f(x),a\leqslant x\leqslant b}. Следовательно, функция {\displaystyle \textstyle F(x)} есть первообразная для {\displaystyle \textstyle f} на {\displaystyle \left[a,b\right]}.
Это заключение иногда называется теоремой об интеграле с переменным верхним пределом, или теоремой Барроу.
Мы доказали, что произвольная непрерывная на отрезке {\displaystyle \left[a,b\right]} функция {\displaystyle \textstyle f} имеет на этом отрезке первообразную, определенную равенством (4). Этим доказано существование первообразной для всякой непрерывной на отрезке функции.
Пусть теперь {\displaystyle \textstyle \Phi } есть произвольная первообразная функции {\displaystyle \textstyle f(x)} на {\displaystyle \left[a,b\right]}. Мы знаем, что {\displaystyle \textstyle \Phi (x)=F(x)+C} , где {\displaystyle \textstyle C} — некоторая постоянная.
Полагая в этом равенстве {\displaystyle \textstyle x=a} и учитывая, что {\displaystyle \textstyle F(a)=0}, получим {\displaystyle \textstyle \Phi (a)=C}.
Таким образом, {\displaystyle \textstyle F(x)=\Phi (x)-\Phi (a)}. Но
{\displaystyle \int \limits _{a}^{b}f(x)\,dx=F(b)}
Поэтому
{\displaystyle \int \limits _{a}^{b}f(x)\,dx=\Phi (b)-\Phi (a)=\Phi (x){\bigg |}{\begin{matrix}x=b\\\\x=a\end{matrix}}}
Однако на самом деле требование непрерывности подынтегральной функции избыточно. Для выполнения этой формулы достаточно лишь существование левой и правой частей.
| Если функция {\displaystyle \textstyle f(x)} интегрируема и имеет первообразную на отрезке {\displaystyle \left[a,b\right]}, {\displaystyle \textstyle \Phi (x)} — любая её первообразная на этом отрезке, то имеет место равенство {\displaystyle \int \limits _{a}^{b}f(x)\,dx=\Phi (b)-\Phi (a)={\Bigg .}\Phi (x){\Bigg \|}_{a}^{b}} |

Непрерывность является удобным условием на практике, поскольку сразу же гарантирует и интегрируемость, и существование первообразной. В случае её отсутствия же для правильного применения требуется проверка обоих этих свойств, что иногда бывает сложным. Существуют интегрируемые функции, не имеющие первообразной (любая функция с конечным числом точек разрыва или функция Римана), и неинтегрируемые, имеющие первообразную (производная {\displaystyle x^{2}\sin {\frac {1}{x^{2}}}}, дополненная нулём в нуле, на любом отрезке, содержащем 0, или функция Вольтерры).
Формула может быть обобщена для случая функций с конечным числом разрывов. Для этого нужно обобщить понятие первообразной. Пусть функция {\displaystyle f} определена на отрезке {\displaystyle [a;b]} за исключением, возможно, конечного числа точек. Функция {\displaystyle F} называется обобщённой первообразной {\displaystyle f}, если она:
- Непрерывна на отрезке {\displaystyle [a;b]}
- Во всех точках {\displaystyle [a;b]}, за исключением, возможно, конечного их числа, дифференцируема
- Во всех точках, где она дифференцируема, за исключением, возможно, конечного их числа, её производная равна {\displaystyle f}.

Это определение не требует, чтобы производная {\displaystyle F} равнялась {\displaystyle f} во всех точках, где {\displaystyle F} дифференцируема. С этим понятием можно обобщить формулу Ньютона — Лейбница ещё сильнее.
| Пусть {\displaystyle f} определена на {\displaystyle [a;b]} везде, за исключением, возможно, конечного числа точек. Если функция {\displaystyle \textstyle f(x)} интегрируема и имеет обобщённую первообразную на отрезке {\displaystyle \left[a,b\right]}, {\displaystyle F(x)} — любая её обобщённая первообразная на этом отрезке, то имеет место равенство {\displaystyle \int \limits _{a}^{b}f(x)\,dx=F(b)-F(a)={\Bigg .}F(x){\Bigg \|}_{a}^{b}} |

Так как функция {\displaystyle f} интегрируема, можно рассмотреть любую последовательность разбиений с отмеченными точками, диаметр которых стремится к нулю. Предел интегральных сумм по ним будет равен интегралу.
Рассмотрим последовательность разбиений отрезка {\displaystyle [a;b]} {\displaystyle \{T_{n}\}} такую, что диаметр разбиения при {\displaystyle n\to +\infty } стремится к нулю. Включим в каждое из этих разбиений также точки отрезка {\displaystyle [a;b]}, в которых {\displaystyle F} не дифференцируема или её производная не равна {\displaystyle f}. С этими дополнительными точками разбиения обозначим {\displaystyle T_{n}'}.
Теперь зададим на них отмеченные точки. Фиксируем конкретное разбиение {\displaystyle T_{n}=\{a=x_{0},\ldots ,x_{n}=b\}}. Тогда, по условию, функция {\displaystyle F} непрерывна на каждом из отрезков {\displaystyle [x_{i-1};x_{i}]} и дифференцируема на интервалах {\displaystyle (x_{i-1};x_{i})}. Условия теоремы Лагранжа соблюдены и, значит, существует такая точка {\displaystyle \xi _{i}\in (x_{i-1};x_{i})}, что {\displaystyle f(\xi _{i})(x_{i}-x_{i-1})=F(x_{i})-F(x_{i-1})}. Эти точки {\displaystyle \Xi _{n}=(\xi _{1},\ldots ,\xi _{n})} возьмём в качестве отмеченных точек разбиения {\displaystyle T_{n}'}. Тогда интегральная сумма по такому разбиению будет равна
{\displaystyle :\sigma (f,T_{n}',\Xi _{n})=f(\xi _{1})(x_{1}-x_{0})+f(\xi _{2})(x_{2}-x_{1})+\ldots +f(\xi _{n})(x_{n}-x_{n-1})=-F(x_{0})+F(x_{1})-F(x_{1})+F(x_{2})-\ldots -F(x_{n-1})+F(x_{n})=F(x_{n})-F(x_{0})=F(b)-F(a)}
Интегральная сумма каждого из размеченных разбиений (T_n',Xi_n) равна одному и тому же значению, следовательно, и предел этих сумм будет равен этому значению, то есть
{\displaystyle \int \limits _{a}^{b}f(x)\,dt=\lim _{n\to +\infty }\sigma (f,T_{n}',Xi_{n})=F(b)-F(a)}.
Приведённое доказательство интересно тем, что в нём не использовалась ни одно из свойств интеграла, кроме непосредственно его определения. Однако доказательство формулы Ньютона-Лейбница в классической формулировке оно не даёт: для этого необходимо дополнительно доказать, что любая непрерывная функция интегрируема и имеет первообразную.
Замечание. Бездумное применение формулы к функциям, не являющимся непрерывными, может привести к ошибке. Пример неправильного вычисления:
{\displaystyle \int \limits _{-1}^{1}{\frac {dx}{x^{2}}}=-{\frac {1}{x}}{\bigg |}_{-1}^{1}=-1-1=-2,} хотя интеграл от положительной функции не может быть отрицателен.
Причина ошибки: функции {\displaystyle -{\frac {1}{x}}} не является первообразной (даже обобщённой) для функции {\displaystyle {\frac {1}{x^{2}}}} на отрезке {\displaystyle [-1;1]} просто потому, что она не определена в нуле. Функция не имеет на этом отрезке первообразной вообще. Более того, эта функция ещё и не ограничена в окрестности нуля, и следовательно, не интегрируема по Риману.

## История
Ещё до появления математического анализа данная теорема (в геометрической или механической формулировке) была известна Грегори и Барроу. Например, Барроу описал этот факт в 1670 году как зависимость между задачами на квадратуры и на проведение касательных.
Ньютон сформулировал теорему словесно следующим образом: «Для получения должного значения площади, прилегающей к некоторой части абсциссы, эту площадь всегда следует брать равной разности значений z [первообразной], соответствующих частям абсцисс, ограниченным началом и концом площади».
У Лейбница запись данной формулы в современном виде также отсутствует, поскольку обозначение определённого интеграла появилось гораздо позже, у Фурье в начале XIX века.
Современную формулировку привёл Лакруа в начале XIX века.

## Значение
Основная теорема анализа устанавливает связь между дифференциальным и интегральным исчислениями. Понятие первообразной (а значит, и понятие неопределённого интеграла) определяется через понятие производной и, таким образом, относится к дифференциальному исчислению. С другой стороны, понятие определённого интеграла Римана формализуется как предел, к которому сходится так называемая интегральная сумма. Оно не зависит от понятия производной и относится к другой ветви анализа — интегральному исчислению. Формула Ньютона — Лейбница же позволяет выразить определённый интеграл через первообразную.

## Интеграл Лебега
Функция {\displaystyle F(x):=C+\int \limits _{a}^{x}f(t)dt} представляет собой неопределённый интеграл суммируемой функции {\displaystyle f(x)}. Функция {\displaystyle F(x)} является абсолютно непрерывной.
Теорема (Лебега): {\displaystyle f(x)} абсолютно непрерывна на отрезке {\displaystyle [a,b]} тогда и только тогда, когда существует суммируемая на {\displaystyle [a,b]} функция {\displaystyle g} такая, что {\displaystyle f(x)=f(a)+\int \limits _{a}^{x}g(t)dt} при любом значении x от a до b.
Из этой теоремы вытекает, что если функция {\displaystyle f} абсолютно непрерывна на {\displaystyle [a,b]}, то её производная существует почти всюду, суммируема и удовлетворяет равенству:
{\displaystyle f(x)=f(a)+\int \limits _{a}^{x}f'(t)dt}, где {\displaystyle x\in [a,b]}.

## Некоторые следствия
В качестве следствий этой теоремы можно назвать формулу интегрирования по частям, формулу замены переменных, а также теорему о разложении монотонных функций по Лебегу.

### Формула интегрирования по частям
Пусть {\displaystyle f} и {\displaystyle g} — абсолютно непрерывные функции на отрезке {\displaystyle [a,b]}. Тогда:
{\displaystyle \int \limits _{a}^{b}f'(x)g(x)dx=f(b)g(b)-f(a)g(a)-\int \limits _{a}^{b}f(x)g'(x)dx}.
Формула следует немедленно из основной теоремы анализа и правила Лейбница.

### Формула замены переменных
Теорема. О замене переменной в определенном интеграле. Рассмотрим монотонную абсолютно непрерывную функцию {\displaystyle \varphi } на отрезке {\displaystyle [c,d]}, причём {\displaystyle \varphi ([c.d])\subset [a,b]}. Если {\displaystyle f} — любая функции, интегрируемая по Лебегу на отрезке {\displaystyle [a,b]}, то новая функция {\displaystyle f(\varphi )\varphi '} интегрируема на {\displaystyle [c,d]} и, кроме того, справедлива следующая формула:
{\displaystyle \int _{\varphi (c)}^{\varphi (d)}f(x)dx=\int _{c}^{d}f(\varphi (y))\varphi '(y)dy.}
Эта теорема справедлива  и для следующих промежутков:
{\displaystyle (-\infty ,d],} {\displaystyle [c,+\infty ),} {\displaystyle (-\infty ,+\infty ).}

### Разложение Лебега
Теорема. Рассмотрим неубывающую непрерывную слева функцию {\displaystyle F} на отрезке {\displaystyle [a,b]}. Такую функцию можно разложить следующим образом:
- {\displaystyle F=F_{ac}+F_{sing}}, где:

- {\displaystyle F_{ac}} — абсолютно непрерывная неубывающая функция;
- {\displaystyle F_{sing}} — неубывающая непрерывная слева функция, причём почти всюду {\displaystyle F'_{sing}(t)=0};

- {\displaystyle F_{sing}=F_{a}+F_{c}}, где:

- {\displaystyle F_{c}} — непрерывная неубывающая функция;
- {\displaystyle F_{a}} — непрерывная слева неубывающая функция скачков, то есть

{\displaystyle F_{a}(t)=\sum _{n:~t_{n}<n}h_{n}}, причём
{\displaystyle \{t_{n}\}\subset (a,b),\quad } {\displaystyle h_{n}>0,\quad } {\displaystyle \sum _{n=1}^{\infty }h_{n}<\infty .}

## Вариации и обобщения
- Теорема Стокса
- Дискретная теорема Грина